# Kalifornische Steineiche

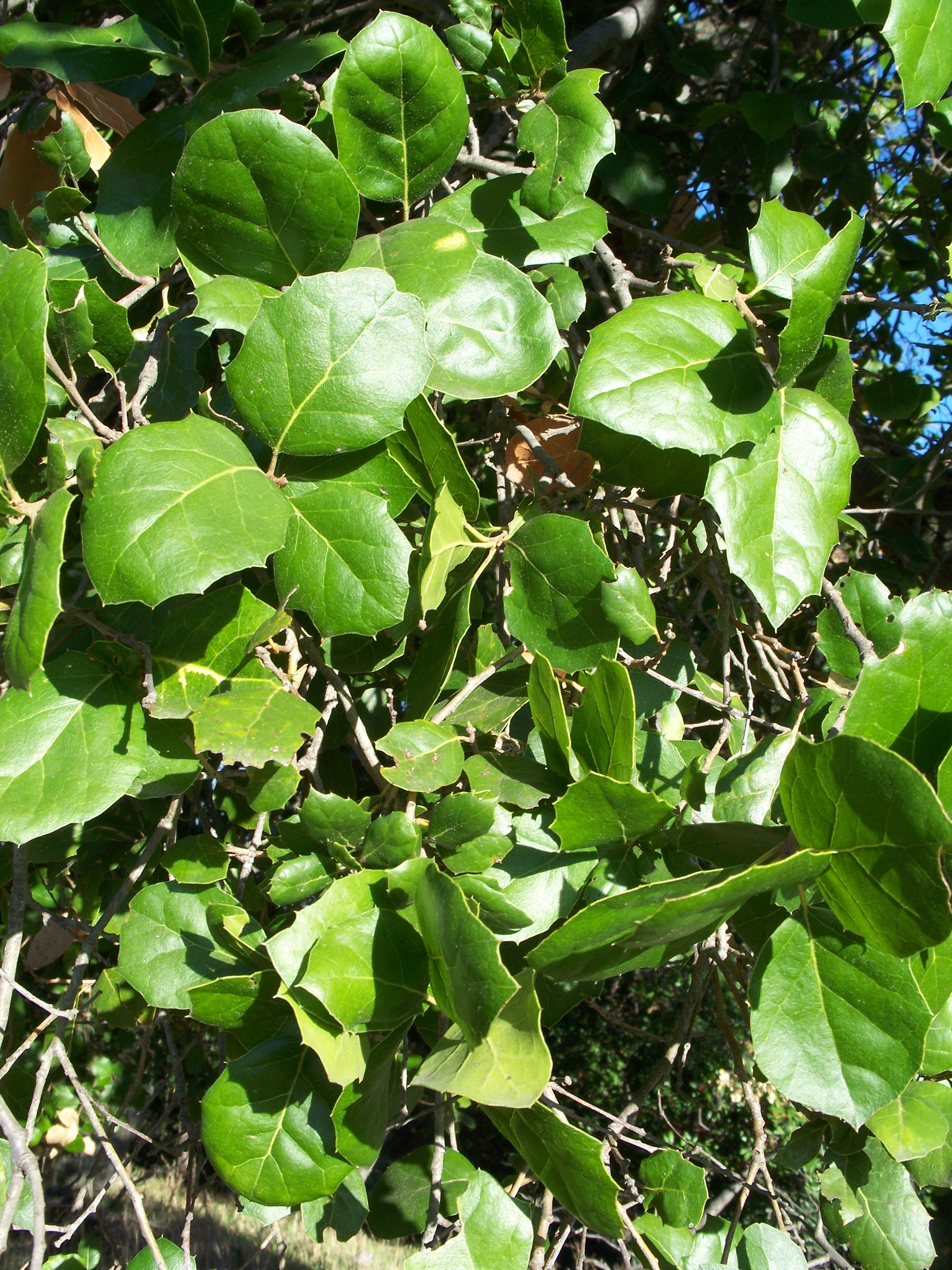
Blätter

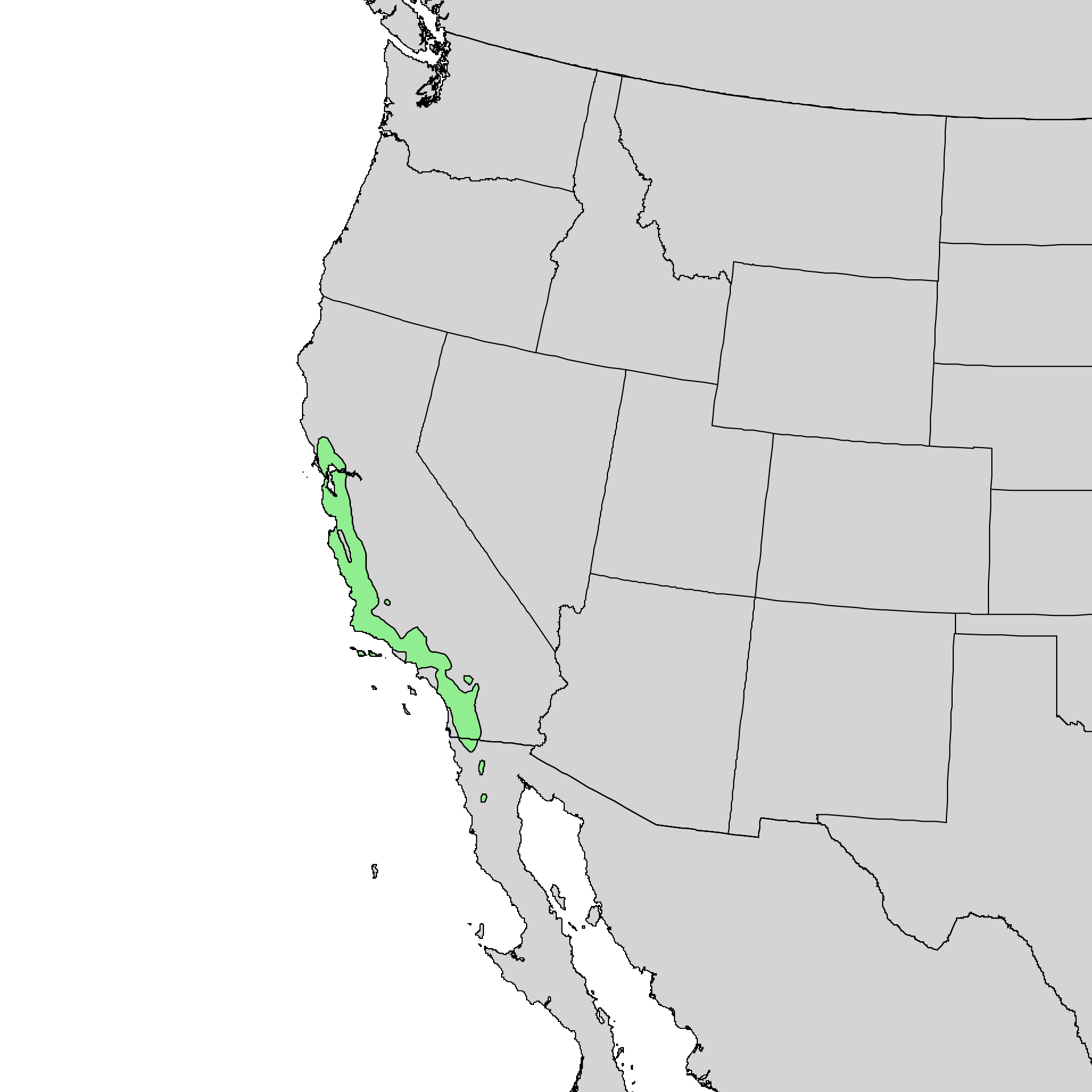
Verbreitungsgebiet der Kalifornischen Steineiche

Die Kalifornische Steineiche (Quercus agrifolia; englisch California live oak, coast live oak) ist eine Pflanzenart aus der Familie der Buchengewächse (Fagaceae). Sie ist hoch variabel, oft strauchartig und immergrün. Sie ist in Kalifornien beheimatet. Die Art wächst westlich der Sierra Nevada vom Mendocino County im Norden südwärts bis in den mexikanischen Bundesstaat Baja California. Die IUCN stuft die Art als „nicht bedroht“ („least concern“) ein.
Die Art kommt sympatrisch mit Quercus chrysolepis vor. Beide Arten sind aufgrund ihrer stacheligen Blätter einander sehr ähnlich.

## Beschreibung

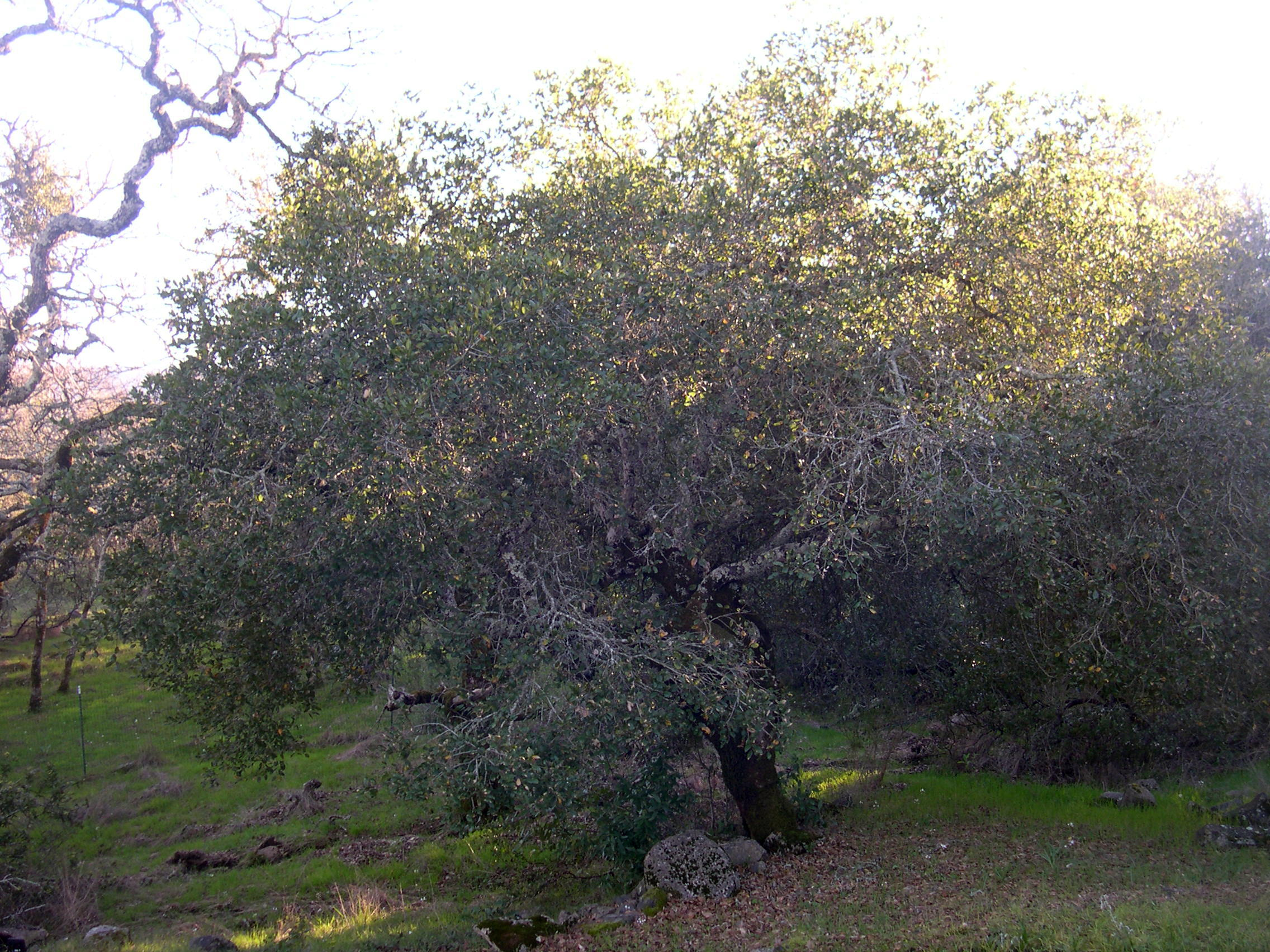
Kalifornische Steineiche im Sonoma County

Die immergrüne Kalifornische Steineiche wächst als Baum mit kurzem Stamm und erreicht eine Höhe von 10 bis selten über 25 Metern oder als Strauch. Einzelne Exemplare können ein Alter von über 250–300 Jahren erreichen, wobei Stammdurchmesser von 0,9 bis über 1,2 Metern, wie bei denen im Anwesen Filoli im San Mateo County, selten bis über 2 Metern erreicht werden.
Der Stamm kann insbesondere bei älteren Exemplaren stark gekrümmt und gedreht sein und ist dabei massiv und knorrig. Die Krone ist breit gerundet und dicht, besonders in einem Alter von 20–70 Jahren; in höherem Alter sind Stamm und Äste besser zu trennen und die Blattdichte ist geringer. Die Borke ist gräulich bis braun-grau und rissig bis furchig.

### Blätter
Die wechselständigen und gestielten Blätter sind oberseits dunkelgrün, fast kahl und stumpf bis bespitzt oder spitz sowie meist stachel- bis grannenspitzig. Sie sind ledrig, eiförmig bis elliptisch, länglich oder verkehrt-eiförmig, 2–7 cm lang und 1–4 cm breit, der Blattrand ist stachelig bis grannig gezähnt bis gelappt oder ganz. Die Basis ist leicht herzförmig bis abgerundet oder stumpf bis spitz. Der bis 1,5 cm lange Blattstiel ist mehr oder weniger behaart.
Öfters ist die Spreite konvex gebogen und unterseits mehr oder weniger behaart bis kahl. Diese äußeren, dicken „Sonnenblätter“ sind für die maximale Ausnutzung des Sonnenlichts ausgelegt, indem sie zwei bis drei Schichten photosynthetisch aktiver Zellen ausbilden. Die „Schattenblätter“ sind flach und dünner. Die äußeren Blätter sind außerdem kleiner, um die aus der starken Sonneneinstrahlung resultierende Hitze besser zurückstrahlen zu können. Blätter in schattigen Bereichen sind im Allgemeinen größer und haben nur eine einzelne Schicht photosynthetisch aktiver Zellen. Die konvexe Form könnte für die inneren Blätter auch dazu dienen, das aus beliebigen Richtungen einstrahlende reflektierte oder von den äußeren Blättern gestreute Sonnenlicht besser einzufangen.

### Blüten und Früchte

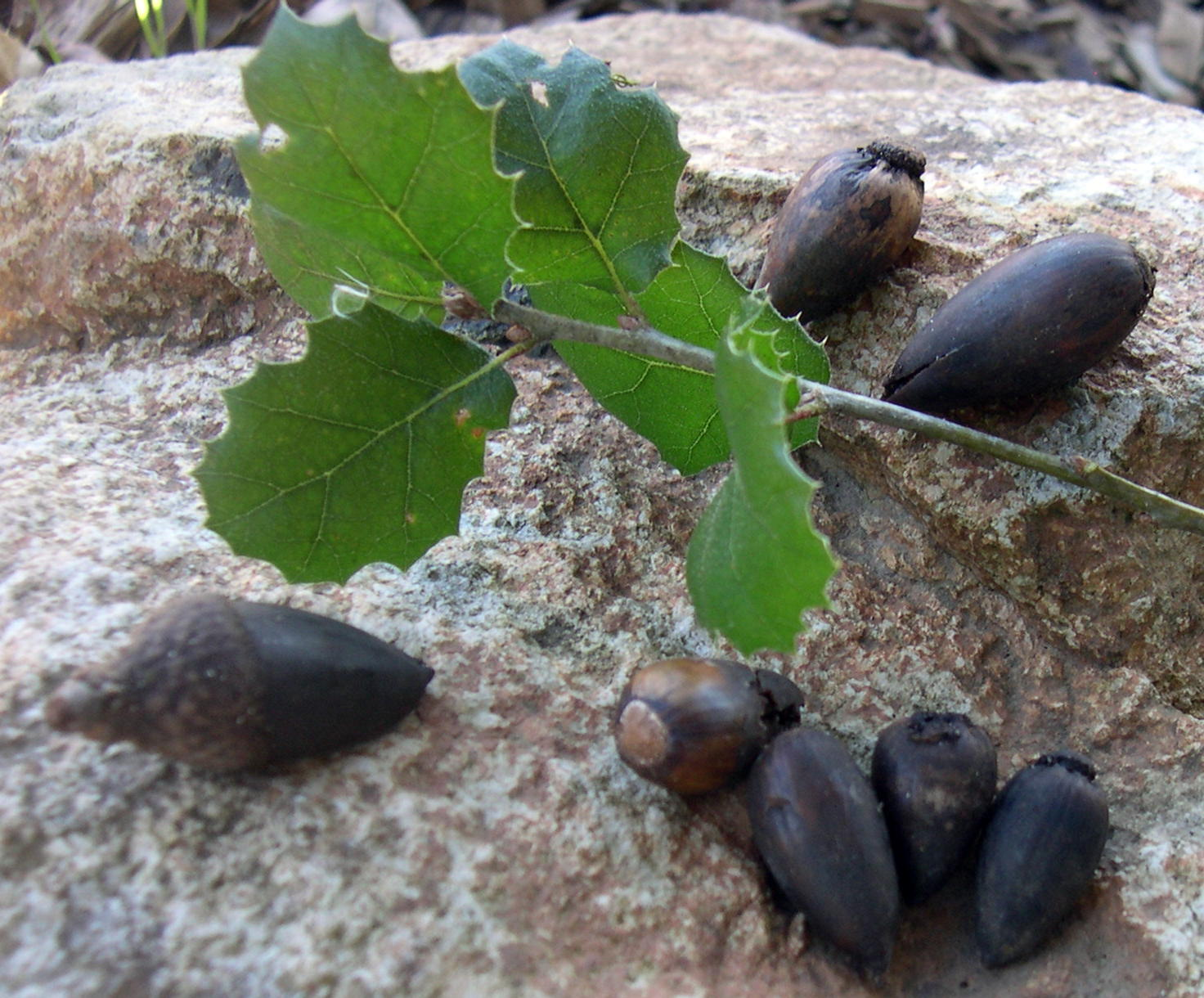
Eicheln und Blätter

Die Blüten werden von Anfang bis Mitte des Frühjahrs hervorgebracht; die männlichen Blüten sind hängende Kätzchen von 5–10 Zentimetern Länge, die weiblichen Blüten sind unscheinbar, weniger als einen halben Zentimeter lang und in Gruppen von bis zu drei angeordnet.
Die Frucht ist eine schlanke, rötlichbraune Eichel, 2–3,5 cm lang und 1–1,5 cm breit, deren basales Viertel in einem Fruchtbecher steckt; für einen Vertreter der Roteichen ungewöhnlich reifen die Eicheln 7–8 Monate nach der Befruchtung (bei den meisten Roteichen erst nach 18 Monaten).

## Systematik
Quercus agrifolia gehört zur Sektion Lobatae.

### Bekannte Varietäten
Es gibt zwei Varietäten von Quercus agrifolia:
- Quercus agrifolia var. agrifolia. Kommt im gesamten Verbreitungsgebiet vor. Die Blätter sind auf der Unterseite kahl bis leicht haarig; die Haare finden sich insbesondere in den Achseln der Blattadern. Es sind Hybride mit Kalifornischer Schwarzeiche (Quercus kelloggii), Q. parvula var. shevei und Q. wislizenii bekannt.
- Quercus agrifolia var. oxyadenia. Im äußersten Südwesten Kaliforniens (Gebiet San Diego) und Baja California. Die Blätter sind unterseits filzig, mit dichten ineinander verwobenen Haaren. Sie bevorzugt Granit-Böden; Hybride mit Kalifornischer Schwarzeiche sind bekannt.

### Hybridisierung
Es wurden mehrere Hybride zwischen Kalifornischen Steineichen und anderen Arten der Roteichen-Sektion dokumentiert. Hybride mit Q. wislizenii (englisch interior live oak) sind aus vielen Gebieten im nördlichen Kaliforniens bekannt. Kalifornische Steineichen hybridisieren auch mit Q. parvula var. shrevei. All diese Arten zeigen untereinander evidente Anzeichen von Introgression.

### Synonyme
The Plant List, ein Gemeinschaftsprojekt der Royal Botanic Gardens (Kew) und des Missouri Botanical Garden, führt die folgenden Synonyme auf:
- Quercus acroglandis Kellogg
- Quercus acutiglandis Sarg.
- Quercus agrifolia var. agrifolia
- Quercus agrifolia var. frutescens Engelm.
- Quercus agrifolia var. oxyadenia (Torr.) J.T.Howell
- Quercus oxyadenia Torr.
- Quercus pricei Sudw.

## Etymologie
Bei der Benennung der Art verglich Née die Art mit einer in Leonard Plukenets Phytographia abgebildeten, die dieser unter dem beschreibenden Namen „Ilex folio agrifolii americana, forte agria, vel aquifolia glandifera“ in seinem Almagestum botanicum aufgeführt und mit Luigi Anguillaras „Agrifolia glandifera“ verglichen hatte. Das Nomen „Agrifolia“ ist eine mittellateinische Form von „Aquifolium“, das eine Stechpalme oder eine stechpalmenblättrige Eiche bezeichnet. Es ist mit dem modern-italienischen „Agrifoglio“ mit der Bedeutung „Stechpalme“ gleichzusetzen.

## Lebensraum und Ökologie

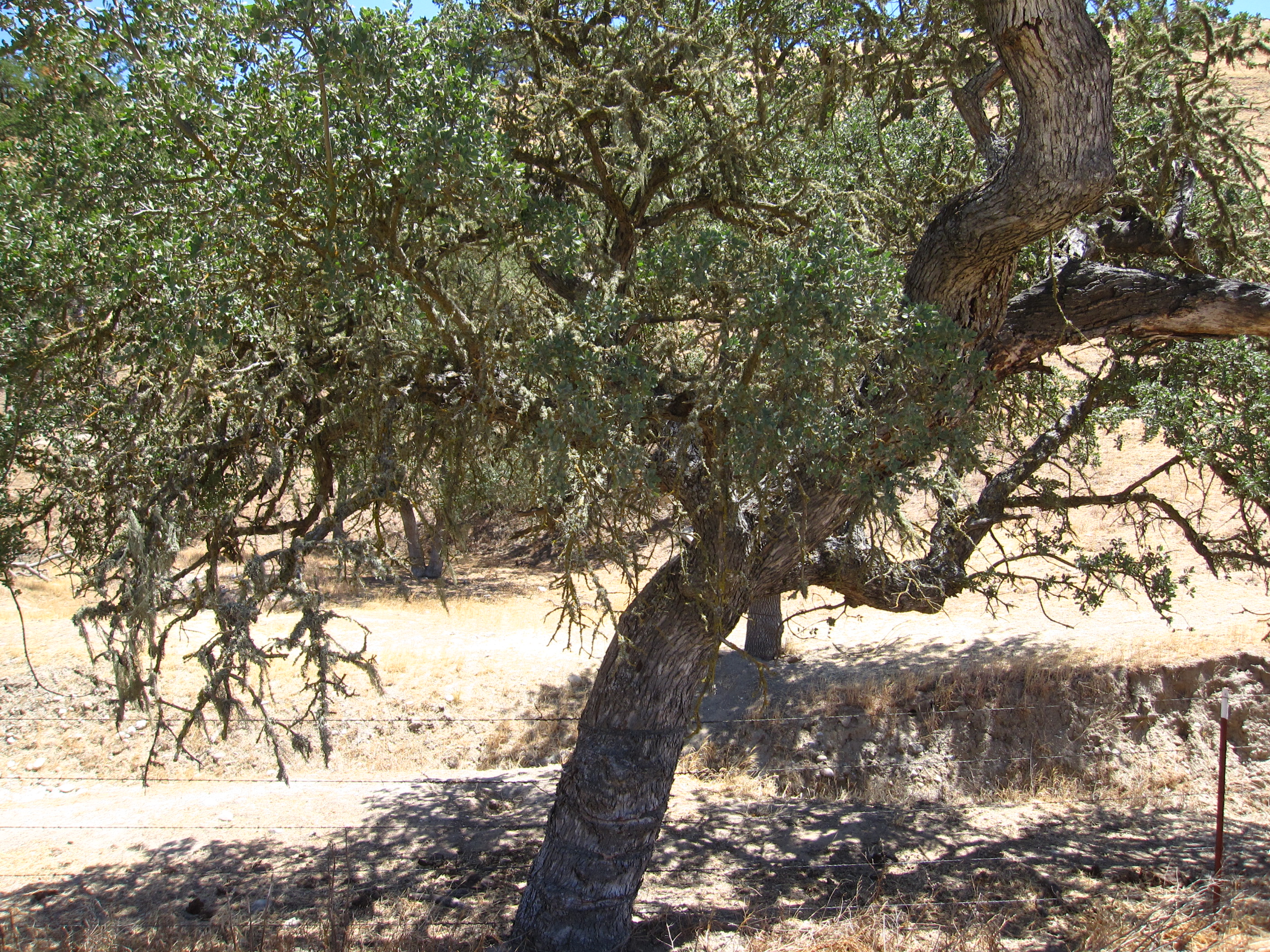
Kalifornische Steineiche an der U.S. Route 101 an der Küste Zentral-Kaliforniens

Die Kalifornische Steineiche ist die einzige in Kalifornien heimische Eichenart, die zurzeit an der Küste gedeiht, obwohl auch sie unmittelbar am Strand selten ist; sie profitiert von den aufgrund der Nähe zum Ozean milden Wintern und Sommern und ist einigermaßen tolerant gegen das aus der Gischt stammende Salz. Der Küstennebel dämpft die negativen Einflüsse der regenlosen kalifornischen Sommerhitze.
Q. agrifolia ist die dominante Baumart in den Steineichen-Wäldern; sie wird nördlich von Big Sur oft begleitet von Kalifornischem Lorbeer und Kalifornischer Rosskastanie. Vergesellschaftete Pflanzen des Unterwuchses sind Heteromeles arbutifolia, Bärentrauben (englisch manzanitas) und Toxicodendron diversilobum.
Normalerweise wächst der Baum auf gut durchlüfteten Böden in den Hügeln und Ebenen an der Küste, oft in der Nähe temporärer oder permanenter Bäche. Er kann in verschiedenen Pflanzengesellschaften wie den Steineichen-Wäldern, Quercus-engelmannii-Wäldern, Weiß-Eichen-Wäldern und nördlichen wie südlichen immergrünen Mischwäldern angetroffen werden. Obwohl er normalerweise in Höhenlagen unter 700 Metern bis zu 100 km landeinwärts vom Pazifik vorkommt, wächst er in Süd-Kalifornien gelegentlich in bis zu 1.500 Metern Höhe.
Die Raupe des Zahnspinners Phryganidia californica (englisch California oak moth, deutsch Kalifornische Eichen-Motte) lebt ausschließlich von lebenden und herabgefallenen Blättern der Kalifornischen Steineiche. In Zyklen von 8 bis 10 Jahren erscheint die Raupe in hinreichender Abundanz, um gesunde Bäume vollständig zu entlauben. Die Bäume treiben neue Blätter, und Botaniker spekulieren darüber, ob der Baum sowie eine Vogelart oder ein Bodenlebewesen Vorteile aus dieser Millionen Jahre alten Coevolution gezogen haben könnte. Die Kalifornische Steineiche ist auch für die Raupen der Palpenmotte Chionodes vanduzeei die einzig bekannte Futterpflanze.

## Allergenität
Die Pollen von Quercus agrifolia sind ein heftiges Allergen; sie werden – abhängig von der geographischen Breite und der Höhenlage – im Frühjahr freigesetzt.

## Wirtschaftliche Nutzung

### Historische Nutzung

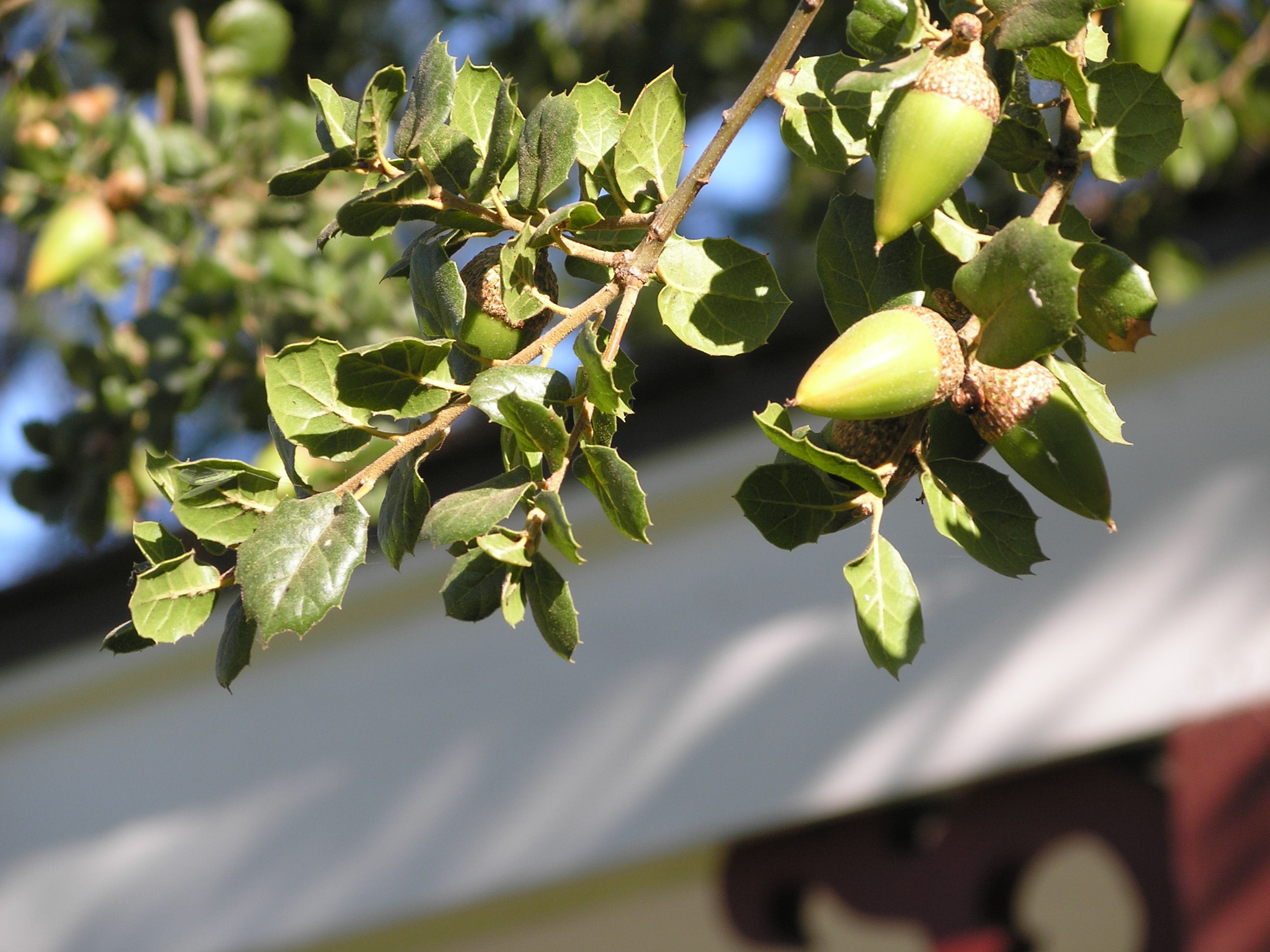
Eine Kalifornische Steineiche auf dem Rancho Los Encinos im San Fernando Valley

Von mindestens zwölf verschiedene Kulturen der ortsansässigen Indianer ist eine Nutzung der Eicheln als diätisches Grundnahrungsmittel bekannt. Im 18. Jahrhundert nutzten die damals eingewanderten Spanier im San Fernando Valley das Holz zur Gewinnung von Kohle, um Brennöfen zur Herstellung von Lehmziegeln zu befeuern. Später wurde diese Holzkohle auch zum Backen sowie zur Herstellung von Schießpulver und elektrischer Energie verwendet.
Im 18. und 19. Jahrhundert suchten Schiffbauer gezielt nach den merkwürdig winkligen Ästen, um spezielle Verbindungen herstellen zu können. Westwärts wandernde Siedler ernteten kleine Mengen des Holzes, um Farm-Inventar und Wagenräder herzustellen, aber der größte Eingriff in die Bestände waren Kahlschläge an den Eichenwäldern, um ausgedehnte Städte wie San Diego und San Francisco zu errichten. Die unregelmäßigen Formen verhinderten, dass die Bäume großflächig zur Verwendung im Bau genutzt werden konnten; sie ließen die frühen Siedler die Bäume mit mystischen Eigenschaften ausstatten. Ihre Stattlichkeit ließ sie auch seit der Mitte des 19. Jahrhunderts zum Gegenstand historischer Landschaftsmalerei in ganz Kalifornien werden.

### Moderne Nutzung
Kalifornische Steineichen wurden ein verbreitetes Gestaltungselement der Landschaftsarchitektur im Westen der USA. Die Art zeigt sich jedoch empfindlich gegenüber Wechseln der Bodenzusammensetzung und -durchlüftung; es ist insbesondere nötig, die Schicht der Wurzelkrone unangetastet zu lassen und während der (Landschafts-)Baumaßnahmen keinen Boden in Stammnähe aufzuschütten.
Wenn die Steineichen in ein Landschaftskonzept mit künstlicher Bewässerung einbezogen werden, ist es außerdem wichtig, eine regelmäßige Beregnung im Traufbereich der Baumkrone zu vermeiden, da feuchte Böden im Sommer die Infektionsgefahr für bodenbürtige Phytophthora-Krankheiten wie den „plötzlichen Eichentod“ (englisch sudden oak death) erhöhen.

## Lokale Bezeichnungen
Die Kalifornische Steineiche, insbesondere ihre spanischen Namen encino oder encina, encinitas („kleine Eichen“) und encinal („Eichen-Hain“), wurde zu Namensgebern von sieben staatlichen Landzuteilungen quer durch Kalifornien und von vielen Gemeinden und Flurnamen.
Dazu gehören das Rancho Los Encinos, der Stadtteil Encino in Los Angeles, Encinitas nahe San Diego und das Encinal del Temescal, das heute zu Oakland gehört.
Paso Robles ('Eichen-Pass') bezieht sich auch auf Eichen als Flurname.